# يونكرز يو 89
يونكرز يو 89 قاذفة قنابل ثقيلة مصممة للوفتفافه قبل الحرب العالمية الثانية. تم إنشاء نموذجين أوليين، ولكن تم التخلي عن المشروع دون أن تدخل الطائرة الإنتاج. تم دمج عناصر تصميمها في طائرة يونكر اللاحقة.

## تطوير
منذ بدايات لوفتفافه في عام 1933، أدرك الجنرال فالتر فيفر، رئيس الأركان، أهمية القصف الاستراتيجي في أي صراع في المستقبل. كانت هناك حاجة إلى Langstrecken-Grossbomber (" قاذفة قنابل بعيدة المدى") للقيام بهذا الدور.
تحت برنامج قاذفة الأورال، قال انه بدأ محادثات سرية مع اثنين من الشركات النازية المصنعة للطائرات- دورنير ويونكرز - طلب تصاميم قاذفة قنابل بعيدة المدى استجابت الشركتان مع دورنير دو 19 وJunkers Ju 89، على التوالي، ووزارة طيران الرايخ (RLM) أمرت بنماذج أولية لكلتا الطائرتين في عام 1935. طلبت وزارة طيران الرايخ نموذجين أوليين وسلسلة نموذجية من تسع طائرات.